# Casimiro Pinto Neto
Casimiro Pinto Neto (Bauru, 5 de abril de 1914 — 2 de diciembre de 1983) fue un  radiofonista brasileiro. Es conocido por haber sido el inventor del popular sándwich brasileño denominado Bauru. Tomó parte de la Revolución constitucionalista de 1932 en Brasil. 